# Fuentidueña
Fuentidueña er en by og kommune i det centrale Spanien i provinsen Segovia. Den har et indbyggertal på 133 (2024) indbyggere.